# Флаг муниципального округа Лефортово

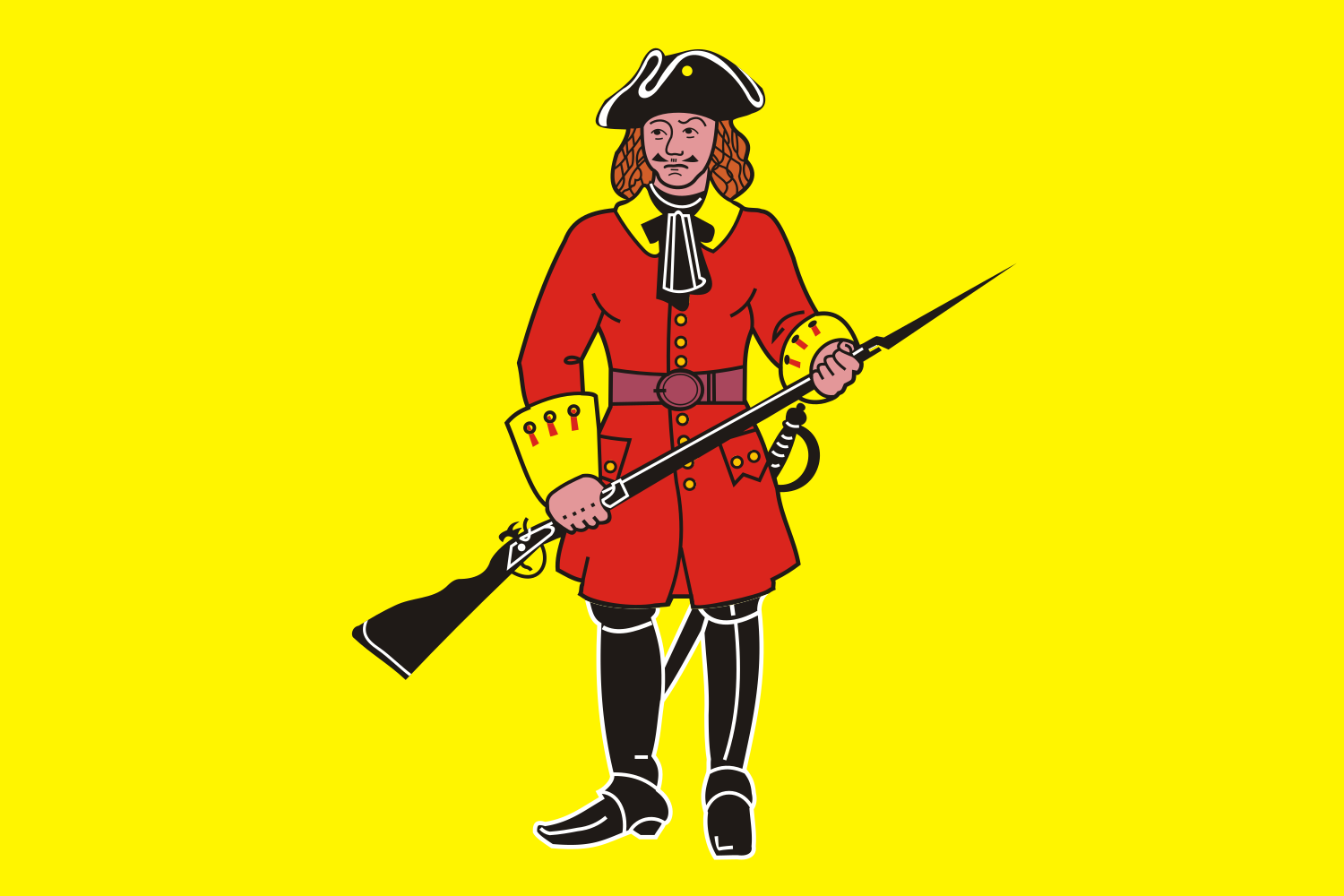
Первая версия флага

Флаг муниципального округа Лефо́ртово в Юго-Восточном административном округе города Москвы Российской Федерации — опознавательно-правовой знак, служащий официальным символом муниципального образования.
Первоначально данный флаг был утверждён 24 февраля 2005 года флагом муниципального образования Лефортово.
Законом города Москвы от 11 апреля 2012 года № 11, муниципальное образование Лефортово было преобразовано в муниципальный округ Лефортово.
Решением Совета депутатов муниципального округа Лефортово от 15 октября 2019 года флаг муниципального образования Лефортово был утверждён флагом муниципального округа Лефортово.
Флаг внесён в Государственный геральдический регистр Российской Федерации с присвоением регистрационного номера 12767.

## Описание
Описание флага, утверждённое 24 февраля 2005 года:

Флаг муниципального образования Лефортово представляет собой двустороннее, прямоугольное полотнище с соотношением сторон 2:3.

В центре жёлтого полотнища помещено изображение солдата Лефортовского полка с чёрными фузеей наперевес и палашом на боку. Габаритные размеры изображения составляют 1/2 длины и 9/10 ширины полотнища.
Описание флага, утверждённое 15 октября 2019 года:

Прямоугольное двухстороннее полотнище жёлтого цвета с отношением ширины к длине 2:3 на котором воспроизведена фигура рядового солдатского генерала Франца Лефорта полка из герба муниципального округа Лефортово исполненная в красном, жёлтом, чёрном и белом цветах.
Описание герба: «В золотом поле рядовой солдатского генерала Франца Лефорта полка в червлёном кафтане с золотыми воротником, обшлагами и пуговицами, червлёных штанах, чёрных треуголке с серебряной лентой по её краю, галстуке, чулках, башмаках с золотыми пряжками, багинетом на поясе и фузеей, которую он держит перед собой обеими руками в левую перевязь».

## Обоснование символики
Своим названием муниципальный округ Лефортово в городе Москве обязан выходцу из Европы, уроженцу города Женевы Францу Яковлевичу Лефорту.
Считается, что своё название местность неофициально получила после завершения в 1699 году постройки на правом берегу реки Яузы дворца для друга царя Петра I, Франца Лефорта. Дворец построили рядом с Немецкой слободой, которая была основана по воле царя Алексея Михайловича. Старейшая часть дворца выстроена в 1696—1699 годах на деньги царя Петра I.
Франц Лефорт родился 23 декабря 1655 [2 января 1656] в Женеве в семье торговца. С юных лет одержимый страстью к приключениям состоял на военной службе во Франции и в Голландии. В 19 лет (1675 г.) вместе с датским посланником прибыл в Архангельск, откуда перебрался в Москву и поселился в Немецкой слободе.
Поступив на службу к русскому царю, в чине капитана он участвовал в русско-турецкой войне 1676—1681 годах. Отличившись в боях в первом Крымском походе в 1687 году, стал подполковником. За участие во втором Крымском походе в 1689 году получил чин полковника. В том же году Франц Лефорт одним из первых явился в Троице-Сергиеву лавру чтобы поддержать царя Петра в борьбе против Софьи Алексеевны. После восшествия Петра I на российский престол началось стремительное возвышение Лефорта. В 1690 году Лефорт получает чин генерал-майора. Царь Пётр поручает ему командование полком «нового строя», впоследствии получившего официальное название: «Солдатский генерала Франца Лефорта полк». Этим полком Франц Лефорт командовал до самой своей смерти. Для размещения солдатского генерала Франца Лефорта полка в 1692 году на пустыре у реки Яуза им была основана солдатская слобода. Тут был устроен обширный плац, где проходили учения, а по соседству выстроили 500 домов для солдат полка и их семей. Впоследствии недалеко от солдатской слободы и был выстроен дворец где проживал сам Франц Лефорт.
В 1691 году Лефорт становится генерал-поручиком, участвует в создании русского флота, за что, в 1695 году получил чин адмирала. В Азовских походах (1695—1696 годы) Лефорт командовал русским флотом. В 1697—1698 годах Лефорт являлся официальным великим послом в составе Великого посольства в Западную Европу, которое фактически возглавлял Пётр I.
Во время стрелецкого бунта 1698 года Лефорт вместе с Петром возвратился в Россию, где занимался обустройством своего великолепного дворца, построенного в его отсутствие.
Новоселье с участием трёхсот гостей было отпраздновано 12 февраля 1699 года, а уже 23 февраля того же года Лефорт заболел горячкой и 2 [12] марта 1699 скончался. Узнав о его смерти, царь Пётр воскликнул: «Я потерял самого лучшего друга моего, в то время, когда он мне наиболее нужен…».
Верному соратнику государя были устроены пышные похороны. В XIX веке останки Лефорта были перезахоронены на Введенском кладбище в Москве. Вскоре после смерти Лефорта местность, в которой размещались солдатский генерала Франца Лефорта полк и дворец, в котором он проживал, стала называться Лефортовской слободой.
Фигура рядового времён царя Петра I, солдатского генерала Франца Лефорта полка на флаге символизирует историю муниципального образования, на чьей территории в конце XVII века был расквартирован солдатский полк под командованием Франца Лефорта, фамилия которого впоследствии дала название этому муниципальному округу в городе Москве.
Примененные во флаге цвета символизируют:
жёлтый цвет (золото) — символ надежности, богатства, силы, устойчивости и процветания;
красный цвет — символ храбрости, мужества, неустрашимости, великодушия, любви, огня, теплоты и животворных сил;
чёрный цвет — символизирует благоразумие, смирение, печаль;
белый цвет (серебро) — символ чистоты, открытости, божественной мудрости и примирения.